# آرتور پیرسون
آرتور پیرسون (انگلیسی: Arthur Pierson؛ ‏ ۱۶ ژوئن ۱۹۰۱ – ۱ ژانویهٔ ۱۹۷۵) بازیگر و کارگردان فیلم اهل ایالات متحده آمریکا بود.
از فیلم‌هایی که وی در آن‌ها نقش داشته است، می‌توان به داستان شهر مادری، سال‌های خطرناک، برادر شیطان و مهماندار هواپیما اشاره نمود.